# اسمعلی کندی
اسمعلی کندی یکی از روستاهای دهستان پائین برزند شهرستان گرمی استان اردبیل می باشد که در جوار روستاهای ارزنق، تکبلاغ شرفه و توسانلوی برزند واقع شده است. 